# Vetenskapsåret 2011

## Händelser

### Arkeologi
- 30 april - Rester ifrån en 70 miljoner år gammal fossil av en dinosaurie upptäcks av tre forskare i Lund. [1].

### Astronomiochrymdfart
- 4 januari – En partiell solförmörkelse inträffar.
- 19 februari - Vetenskapsmän menar att minst 50 miljarder planeter finns i Vintergatan, av vilka minst 500 miljoner ligger i så kallad beboelig zon där liv kan förekomma. (PhysOrg)
- 18 mars – Rymdsonden Messenger går in i bana runt Merkurius.[2]
- 8 juli - Det sista uppdraget med rymdfärjan Space Shuttle inleds med Atlantis.[3]
- 29 september - Kina skjuter upp rymdstationen Tiangong 1.
- Okänt datum - ISS skall stå klar.

## Priser och utmärkelser
- Bigsbymedaljen: Alexander Densmore [4]
- Gad Rausings pris för framstående humanistisk forskargärning: professor Åke Daun [5]
- Wollastonmedaljen: Robert Stephen John Sparks [6]

## Avlidna
- 8 januari – Willi Dansgaard, 88, dansk paleoklimatolog.
- 19 januari – Arne Hagberg, 91, svensk växtgenetiker.
- 19 januari – Ernest McCulloch, 84, kanadensisk cellbiolog, pionjär inom stamcellsforskning.
- 28 mars – Björn Linn, 77, svensk arkitekturhistoriker.

### Fotnoter
1. ↑  ”Sveriges Radio”. 30 april 2011. http://sverigesradio.se/sida/gruppsida.aspx?programid=83&grupp=10974&artikel=4481382. Läst 1 maj 2011.
2. ↑  Messenger probe enters Mercury orbit, BBC den 18 mars 2011.
3. ↑  ”Atlantis Blasts Off on Final Flight for Space Shuttle Program”. FOX News Network, LLC. http://www.foxnews.com/scitech/2011/07/08/atlantis-blasts-off-on-final-flight-for-space-shuttle-program/. Läst 8 juli 2011.
4. ↑  ”Geological Society”. Arkiverad från originalet den 5 juni 2011. https://web.archive.org/web/20110605101836/http://www.geolsoc.org.uk/gsl/society/history/page753.html. Läst 13 april 2011.
5. ↑  Kungliga Vitterhetsakademien - Priser och belöningar 2011
6. ↑  ”Geological Society”. Arkiverad från originalet den 5 juni 2011. https://web.archive.org/web/20110605102217/http://www.geolsoc.org.uk/gsl/society/history/page750.html. Läst 14 april 2011.